# 拉巴斯蒂代德莱维
拉巴斯蒂德德莱维（法語：Labastide-de-Lévis）是法国南部-比利牛斯大区 塔恩省的一个市镇，属于阿尔比区 盖拉克县。该市镇2009年时的人口 为909人。

## 人口
拉巴斯蒂德德莱维人口变化图示
| 数据来源：INSEE |